# Liste der Monuments historiques in Le Saint
Die Liste der Monuments historiques in Le Saint führt die Monuments historiques in der französischen Gemeinde Le Saint auf.

## Liste der Bauwerke
| Bezeichnung | Beschreibung | Standort        | Kennzeichnung | Schutzstatus | Datum | Bild |
| ----------- | ------------ | --------------- | ------------- | ------------ | ----- | ---- |
| Kreuz       |              | Bouthiry (Lage) | PA00091650    | Inscrit      | 1931  |      |
| Beinhaus    |              | (Lage)          | PA00091651    | Inscrit      | 1937  |      |

## Liste der Objekte
- Monuments historiques (Objekte) in Le Saint in der Base Palissy des französischen Kultusministeriums